# Evocati
Evocati waren Romeinse legionairs in het Romeinse leger, die hun tijd uitgediend hadden en hun ontslag hadden gekregen (missio), maar die vrijwillig weer dienst namen op uitnodiging van een consul of commandant. Er was altijd een aantal evocati in ieder belangrijk leger; en hoe populairder de generaal was bij zijn soldaten hoe meer veterani zich onder zijn standaard schaarden. De evocati waren vrij van de normale soldatenwerkzaamheden, zoals het kamp versterken en wegen aanleggen en hadden een hogere rang in het leger dan de normale soldaten. Zij werden tezamen met de equites of centurio's vermeld. Vaak werden zij gepromoveerd tot rang van centurio.
Zo vroeg Gnaius Pompeius Magnus maior een groot aantal veterani die vroeger onder hem gediend hadden, met de belofte van beloningen en promotie tot centurio, om onder zijn standaard te dienen bij het uitbreken van de burgeroorlog. Niet alle evocati konden centurio blijven, noch konden zij lid blijven van de diverse cohorten van het leger. Cicero sprak van een praefectus evocatorum.
De naam van evocati werd ook gegeven aan een select gezelschap van equites, die door Domitianus waren aangeduid om zijn slaapkamer te bewaken. Dit gezelschap wordt door sommige schrijvers verondersteld te hebben bestaan onder de opeenvolgende keizers en dezelfden geweest zouden zijn als diegenen die Evocati Augusti worden genoemd.

## Verder lezen
- J. Schmidt, Die Evocati, in Hermes 14 (1879), pp. 322-.
- T. Mommsen, Evocati Augusti, in Gesammelte Schriften, VIII, Berlijn, 1913, pp. 446-461.
- E. Bérard, Les evocati de la cohorte urbaine lyonnaise, in Y. Le Bohec (ed.), L’Afrique, la Gaule, la Religion à l’époque romaine. Hommages Marcel Le Glay, Brussel, 1995, pp. 390-400.
- E. Birley, Evocati Aug.: a review, in ZPE 43 (1981), pp. 25-29 (= E. Birley, The Roman Army Papers. 1929-1986, Amsterdam, 1988, pp. 326-330.).